# Swadelfari
Swadelfari (Svadilfari, staronord. Svaðilfari – nieszczęśliwy wędrowiec, podróżnik) – w mitologii nordyckiej szybki i mądry rumak, będący własnością górskiego olbrzyma, który przy jego pomocy podjął się budowy w ciągu jednej pory roku muru dokoła Asgardu (siedziby Asów), za co otrzymać miał Freję za małżonkę, Księżyc i Słońce. Loki w postaci klaczy skusił Svadilfariego i uniemożliwił dokończenie muru, co zaowocowało narodzinami magicznego konia Sleipnira.

## Literatura
- Faulkes, Anthony (Trans.) (1995). Edda. Everyman's Library. ISBN 0-460-87616-3
- Orchard, Andy (1997). Dictionary of Norse Myth and Legend. Orion Publishing Group. ISBN 0-304-34520-2
- Gaiman, Neil (2017). Norse Mythology. Wydawnictwo MAG. ISBN 978-83-7480-728-9